# Mike Muuss
Mike Muuss (Iowa City, 16 ottobre 1958 – 20 novembre 2000) è stato un informatico statunitense. È stato l'autore statunitense del tool di rete freeware ping.
Muuss, laureato alla Johns Hopkins University, era uno scienziato senior specializzato in modellazione solida geometrica, ray-tracing, architetture MIMD e reti di computer digitali presso lo United States Army Research Laboratory ad Aberdeen Proving Ground, nel Maryland, quando morì. Ha scritto una serie di pacchetti software (incluso BRL-CAD) e strumenti di rete (incluso T/TCP e il concetto di percorso predefinito o "gateway predefinito") e ha contribuito a molti altri (incluso BIND).
Tuttavia, il ping di mille righe, che scrisse nel dicembre 1983 mentre lavorava al Ballistic Research Laboratory, è il programma per cui è più ricordato. Grazie alla sua utilità, il ping è stato implementato su un gran numero di sistemi operativi, inizialmente Berkeley Software Distribution (BSD) e Unix, ma successivamente altri, inclusi Windows e Mac OS X.
Nel 1993, l'associazione USENIX ha assegnato un Lifetime Achievement Award (Flame) al Computer Systems Research Group presso l'Università della California - Berkeley, onorando 180 persone, tra cui Muuss, che hanno contribuito al rilascio 4.4BSD-Lite del CSRG.
Muuss è menzionato in due libri, The Cuckoo's Egg (ISBN 0-7434-1146-3) e Cyberpunk: Outlaws and Hackers on the Computer Frontier (ISBN 0-684-81862-0), per il suo ruolo nel rintracciare i cracker. È anche menzionato in A Quarter Century of UNIX di Peter Salus.
Muuss morì in uno scontro automobilistico sull'Interstate 95 il 20 novembre 2000. Il Michael J. Muuss Research Award, istituito da amici e familiari di Muuss, lo commemora alla Johns Hopkins University.